# Lohrheidestadion
Das Lohrheidestadion ist ein Fußballstadion mit Leichtathletikanlage im Stadtbezirk Wattenscheid der nordrhein-westfälischen Großstadt Bochum.

## Geschichte
Das Stadion liegt an der Lohrheidestraße und wurde 1954 fertiggestellt. Es hatte vor der Renovierung von 2023 bis 2025 eine Kapazität von 16.233 Plätzen, davon sind 5.033 Sitz- und 11.200 Stehplätze.
Seit der Saison 1965/66 trägt die SG Wattenscheid 09 ihre Heimspiele im Stadion aus. In der Saison 2003/04 spielte die zweite Mannschaft des FC Schalke 04 und von 2008 bis 2015 die zweite Mannschaft des VfL Bochum im Lohrheidestadion. Während der Fußball-Weltmeisterschaft der Frauen 2011 diente das Stadion als offizieller Trainingsort. Am 25. Mai 2015 fand im Lohrheidestadion das Endspiel der deutschen A-Junioren-Meisterschaft statt. Den 3:1-Finalsieg des FC Schalke 04 gegen die TSG 1899 Hoffenheim besuchten 12.500 Zuschauer.
2002 wurde die Anlage für die Austragung der Deutschen Leichtathletik-Meisterschaften ausgebaut. Die Sanierung hat insgesamt etwa fünf Millionen Euro gekostet. Im Juni 2010 wurde damit begonnen, ein neues Drainage-System unter dem Spielfeld zu verlegen, welches im Sommer 2012 vervollständigt wurde. Auch 2005 und 2012 war das Lohrheidestadion weitere Male Austragungsort der nationalen Leichtathletik-Meisterschaften. Von 2007 bis 2010 fand jährlich die DLV-Gala im Lohrheidestadion statt. Im Jahr 2015 wurde eine neue Anzeigetafel installiert und die Flutlichtanlage saniert.
Mitte November 2020 wurde bekannt, dass sich das Land Nordrhein-Westfalen und die Stadt Bochum auf umfangreiche Erweiterungs- und Modernisierungsmaßnahmen des Stadions verständigten. Dies wurde im Frühjahr 2023 seitens des Landes bekräftigt und mit 30,9 Mio. € beziffert. Der Förderbescheid wurde von Andrea Milz übergeben. Damit hat das Stadion wieder die Kategorie 1A und ist das einzige Leichtathletikstadion in Nordrhein-Westfalen, in dem Deutsche Meisterschaften, aber auch die Summer World University Games 2025 vom 19. bis 27. Juli 2025 ausgetragen werden. Die Bauarbeiten begannen im Sommer 2023 und wurden im Sommer 2025 abgeschlossen.
In der Westtribüne (Haupttribüne) stehen 1.000 m² Hospitalitybereich, Funktionsräume (Umkleiden, Wettkampfbüros, Sanitäreinrichtungen etc.) und 1.000 m² Lagerflächen sowie 690 Parkplätze am Stadion und 2.294 im erweiterten Umfeld zur Verfügung. Auch Klimaanpassungsmaßnahmen waren im Baukonzept bereits enthalten: Es gibt Passivhausstandard im Gastbereich und den Funktionsräumen der neuen Haupttribüne, 150 Fahrradabstellplätze und eine Kalthalle.
Am 7. Juni 2023 wurde durch DLV-Vizepräsident Peter Westermann, NRW-Staatssekretärin Andrea Milz, Oberbürgermeister Thomas Eiskirch und Bauunternehmer Walter Hellmich der symbolische Spatenstich für den Umbau des Lohrheidestadions ausgeführt.
Am 12. Juli 2025 wurde das modernisierte Sportgelände im Rahmen der Deutschen Meisterschaft der U-18/U-20-Leichtathletinnen und -athleten im Beisein von NRW-Ministerpräsidenten Hendrik Wüst, DLV-Vorstandsvorsitzenden Idriss Gonschinska und Bochums Oberbürgermeister Thomas Eiskirch wiedereröffnet. Das Stadion bietet 16.387 überdachte Zuschauerplätze (8.367 Stehplätze und 8.020 Sitzplätze). Die Westtribüne wurde komplett neu gebaut und verfügt über 38 Rollstuhlplätze und 15 Plätze für Sehbehinderte. Die Bestuhlung ist mosaikartig in den Farben Blau, Hellgrau und Weiß auf den Rängen verteilt. Die alte, rote Leichtathletikanlage wurde gegen eine blaue Kunststoffbahn, wie im Olympiastadion Berlin, ausgetauscht. Es wurden 55 Mio. Euro in die Modernisierung des Stadions und der weiteren Anlagen investiert. Davon stellte die NRW-Landesregierung 30 Mio. Euro. Die gesamte Anlage trägt den Namen Sportpark Lohrheide. Es ist nach der Fertigstellung die modernste Leichtathletik-Arena Deutschlands. Es erfüllt die Anforderungen des Deutschen Leichtathletik-Verbands (DLV) und der Fédération Internationale du Sport Universitaire (FISU) für die Leichtathletikwettbewerbe der Summer World University Games 2025. Weiterhin bleibt es die Heimspielstätte der SG Wattenscheid 09. Es erfüllt, wenn nötig, die Anforderungen der 2. Fußball-Bundesliga. 2026 ist es Schauplatz der Deutschen Leichtathletik-Meisterschaften.
Am 16. November 2025 wird erstmals ein American-Football-Nationalspiel im Stadion Lohrheide ausgetragen. Dabei empfängt die Deutsche Mannschaft im Rahmen der Gridiron Nations Championship Kanada.